# 恆河魚海龍
恆河魚海龍（学名：Ichthyocampus carce），为輻鰭魚綱棘背魚目海龍魚科的其中一種，分布於印度西太平洋區，包括印度、安達曼群島、孟加拉、斯里蘭卡、泰國、柬埔寨、馬來西亞、印尼及澳洲等海域及淡水及半鹹水水域，體長可達15公分，棲息在溪流或河口半鹹水水域，卵胎生。